# HD 215152
HD 215152 är en ensam stjärna belägen i den norra delen av stjärnbilden Vattumannen. Den har en skenbar magnitud av ca 8,13 och kräver ett teleskop för att kunna observeras. Baserat på parallaxmätning inom Hipparcosuppdraget och enligt Gaia Data Release 2 på ca 46,2 mas, beräknas den befinna sig på ett avstånd på ca 71 ljusår (ca 22 parsek) från solen. Den rör sig närmare solen med en heliocentrisk radialhastighet på ca -14 km/s. Den har en förhållandevis stor egenrörelse och rör sig över himlavalvet med en beräknad vinkelhastighet av 0,328 bågsekunder per år vid en positionsvinkel av 205°.

## Egenskaper
HD 215152 är en orange till gul stjärna i huvudserien av spektralklass K3 V. Den har en massa som är ca 0,76 solmassor, en radie som är ca 0,74 solradier och har ca 0,3 gånger solens utstrålning av energi från dess fotosfär vid en effektiv temperatur av ca 4 800 K. Baserat på observation av regelbundna variationer i kromosfärisk aktivitet har den en rotationsperiod på 36,5 ± 1,6 dygn.
HD 215152 antas kunna ha en omgivande stoftskiva i omloppsbana, vilket har noterats av Spitzer Space Telescope genom mätning av överskott av infraröd strålning vid en våglängd på 70 μm. Observationen har en konfidensnivå på 3σ.
En undersökning utförd 2015 har uteslutit förekomsten av ytterligare följeslagare på beräknade avstånd från 6 till 145 astronomiska enheter. 

## Planetsystem
HD 215152 har totalt fyra bekräftade exoplaneter mindre än Neptunus, som alla förmodligen är stenplaneter. Med alla planeter som kretsar inom 0,154 AE, är det ett mycket tätt solsystem. De inre två är separerade med endast 0,0098 AE, eller ungefär fyra gånger avståndet mellan jorden och månen. Detta är ovanligt för system som upptäcks genom mätning av radiell hastighet. År 2011 rapporterades det att två tänkbara planeter (c och d) hade upptäckts i nära omloppsbana kring stjärnan. Planeterna upptäcktes genom dopplerspektroskopi med harpspektrografen vid La Silla-observatoriet i Chile. Deras förekomst upptäcktes genom periodiska variationer i värdstjärnans radiella hastighet på grund av gravitationella ändringar hos objekten i omlopp kring stjärnan. Under 2018 bekräftades ytterligare två planeter. Alla planeter har kort omloppsperiod: de fyra planeterna har en period av 5,76, 7,28, 10,86 respektive 25,2 dygn. Deras sannolika massa ligger mellan 1,7 och 2,9 jordmassor.
Det finns också ett mellanrum mellan banor för HD 215152 d och HD 215152 e, som kan innehålla en femte, men ännu (2021) oupptäckt planet med låg massa.
| Planet | Massa           | Halv storaxel (AE) | Siderisk omloppstid (d) | Excentricitet  | Inklination | Radie |
| ------ | --------------- | ------------------ | ----------------------- | -------------- | ----------- | ----- |
| b      | 1,819 ± 0,55 M⊕ | 0,057638 ± 0,00075 | 5,75999 ± 0,0017        | Förmodad ≤0,03 | -           | -     |
| c      | 1,720 ± 0,67 M⊕ | 0,067393 ± 0,00088 | 7,28243 ± 0,0065        | Förmodad ≤0,03 | -           | -     |
| d      | 2,801 ± 0,85 M⊕ | 0,08799 ± 0,00115  | 10,86499 ± 0,0056       | Förmodad ≤0,03 | -           | -     |
| e      | 2,877 ± 1,06 M⊕ | 0,15417 ± 0,0020   | 25,1967 ± 0,05          | Förmodad ≤0,03 | -           | -     |